# Deux Princesses pour un royaume
Deux Princesses pour un royaume (Tin Man) est une mini-série américaine en trois épisodes de 90 minutes créée par Craig Van Sickle et Steven Long Mitchell et réalisée par Nick Willing, inspirée du livre Le Magicien d'Oz de L. Frank Baum, et diffusée entre le 2 et le 4 décembre 2007 sur Sci-Fi Channel.
En France, elle a été éditée en 180 minutes et diffusée le 20 décembre 2008 sur M6.
La mini-série est une adaptation libre du conte Le Magicien d'Oz, avec entre autres éléments ajoutés, de la science-fiction et de la fantasy. Elle se concentre sur les aventures d'une jeune serveuse de vingt ans nommée DG qui est propulsée dans un royaume magique appelé l'OZ, gouverné par la sorcière tyrannique Azkadellia. Avec ses compagnons Bug, Raw et Cain, DG doit découvrir ses souvenirs perdus, retrouver ses vrais parents et l'émeraude, car Azkadellia menace de s'en servir pour plonger l'OZ dans l'obscurité. 

## Synopsis
DG (Zooey Deschanel) est une serveuse habitant dans une petite ferme au Kansas et qui estime qu'elle n'y est pas à sa place. Elle fait des cauchemars où elle voit une femme aux yeux violets (Anna Galvin) l'avertissant qu'une tempête est à venir. Ses cauchemars deviennent réalité lorsque la tyrannique sorcière Azkadellia (Kathleen Robertson), dirigeant le pays de l'OZ (Outre Zone), envoie ses soldats (les Longs-Manteaux) par une tempête pour tuer DG. DG s'échappe à travers la tornade et est propulsée dans l'OZ. Elle se lie d'amitié avec plusieurs de ses habitants : Bug (Alan Cumming), qui n'a plus que la moitié de son cerveau, Wyatt Cain (Neal McDonough) un ancien "Tin Man" qui cherche à accomplir sa vengeance après avoir passé plusieurs années emprisonné immobile dans un scaphandre, Raw (Raoul Trujillo), un Coeur-Voyant dont le peuple a été asservi par Azkadellia.

## Distribution
- Zooey Deschanel (VF : Chloé Berthier) : DG
- Alan Cumming (VF : Pierre Tessier) : Bug
- Neal McDonough (VF : Bruno Dubernat) : Wyatt Cain
- Richard Dreyfuss (VF : Michel Papineschi) : Mystic Man
- Raoul Trujillo (VF : Pierre Margot) : Raw
- Kathleen Robertson (VF : Valérie Siclay) : Azkadellia
- Callum Keith Rennie (VF : Guillaume Orsat) : Zéro
- Anna Galvin (VF : Rafaèle Moutier) : la reine
- Gwynyth Walsh (VF : Caroline Beaune) : Emily
- Doug Abrahams (VF : Bernard-Pierre Donnadieu) : le général Lonot
- Tinsel Korey (en) (VF : Anne Massoteau) : Airofday
- Sean Campbell (VF : Laurent Larcher) : Carter
- Andrew Francis (VF : Thierry D'Armor) : Bug
- Shawn Macdonald (VF : Bruno Rozenker) : Lylo
- Jason Schombing (VF : Jérôme Pauwels) : Demilo
- Blu Mankuma : Toto / Tuteur
- Ted Whittall (en) : Ahamo

 Source et légende : version française (VF) sur RS Doublage

## Personnages de la mini-série
- DG : DG est une jeune serveuse vivant au Kansas, dans une petite ferme. Elle est courageuse, audacieuse et très douée en dessin.
- Bug : Bug, l'ancien conseiller de la Reine de l'OZ sous son vrai nom d'Ambrose, a conçu de nombreuses réalisations technologiques. Mais quand Azkadellia a pris le pouvoir, elle lui a retiré la moitié de son cerveau. Résultat, il est quasiment fou. Le personnage est basé sur l'épouvantail du roman Le Magicien d'Oz.
- Wyatt Cain : Wyatt Cain est l'un des leaders de la rébellion contre la tyrannique Azkadellia. Après qu'elle eut découvert qu'il faisait partie de la résistance, il a été torturé puis enfermé dans un scaphandre. Cain sera très utile à DG, pour la défendre et veiller sur elle.
- Raw : Raw est basé sur un personnage du Magicien d'Oz : dans son cas Le Lion peureux. Raw est un Cœur-Voyant. Les Cœur-Voyants sont des médiums, mais voient avec leur cœur au lieu de voir avec leur esprit. DG, Bug et Cain le rencontrent sur le territoire des Mappaïs, d'horribles créatures capables de déchiqueter une personne en trente secondes.
- Azkadellia : C'est la principale antagoniste de la mini-série. Possédée par une méchante sorcière, elle n'a qu'une idée en tête : trouver l'émeraude avant la double-éclipse pour détruire l'OZ. DG découvrira plus tard qu'Azkadellia n'est autre que sa sœur. Le rôle d'Azkadellia est basé sur le personnage de la méchante sorcière de l'Ouest dans Le Magicien d'Oz.

## Créatures inventées pour la série
- Mobats : les Mobats sont des créatures maléfiques - ressemblant à des singes avec des ailes de chauve-souris qui sont fondées sur les Flying Monkeys de l'histoire originale. Ils sont tatoués sur la poitrine d'Azkadellia et quand elle souhaite les appeler les Mobats sortent de ses tatouages. Ils sont intelligents et obéissent au moindre ordre d'Azkadellia. Xora est la cheffe des Mobats et la favorite d'Azkadellia. Il est supposé que lorsque la Sorcière des Ombres est morte les Mobats périssent avec elle puisqu'ils sont liés par la magie.
- Cœurs-Voyants: les Cœur-Voyants sont des créatures ressemblant à des lions. Ils ont le pouvoir de lire l'avenir et de lire les pensées d'autrui en fouillant leur mémoire. Bug dit que les Cœur-Voyants voient avec leur cœur et non avec leur esprit.
- Mappaïs : les Mappaïs sont, d'après Cain, des créatures pouvant déchiqueter une personne entièrement en quelques secondes. Les Mappaïs collent des enduis pré-digestifs sur les arbres pour attirer la chair de leurs proies.

## À propos de la série
La version française de la mini-série a été raccourcie par rapport à la version originale, passant à 180 minutes au lieu de 270 minutes initialement. Cela ne s'est appliqué que pour la version française. Les autres versions, telle la version espagnole, ont été traduites intégralement.
L'histoire se présente comme à la fois une reprise et une suite du conte "Le Magicien d'Oz". Comme dans le conte original, l'héroïne est aidée par trois compagnons correspondant exactement aux trois compagnons de Dorothée. Ils doivent se rendre à la ville émeraude pour y rencontrer le magicien. Il y a une mauvaise sorcière de l'Est et une bonne sorcière du nord. C'est aussi une suite parce qu'on apprend que l'héroïne DG est en fait la petite fille de Dorothée Gale l'héroïne du magicien d'Oz. On voit celle-ci apparaitre brièvement portant ses chaussures d'argent. Le magicien d'Oz est tombé au pouvoir d'Azkadellia.

## Accueil
Produite à un coût de vingt millions de dollars, la première partie de la mini-série diffusée aux États-Unis sur Sci-Fi Channel a battu des records d'audiences pour la chaîne avec 6,4 millions de téléspectateurs. La mini-série elle-même serait la mini-série la plus regardée de l'année 2007. La deuxième partie a été regardée par 4,4 millions de téléspectateurs, et la troisième, 5 millions, soit une moyenne de 5,3 millions.
Les critiques ont été assez mitigées, certaines félicitant la qualité, la musique et les effets visuels, tandis que d'autres ont trouvé la mini-série trop sombre et morne.

## Distinctions
La mini-série a fait l'objet de neuf nominations aux Emmy Awards. Elle a ainsi gagné un prix et a également été nommée pour le Prix de la critique.